# Beauregard (Aoste)
Pour les articles homonymes, voir Beauregard.
Beauregard est une localité située sur la colline de la ville d'Aoste.

## Description
La localité de Beauregard est connue au niveau régional surtout grâce à l'hôpital du même nom.

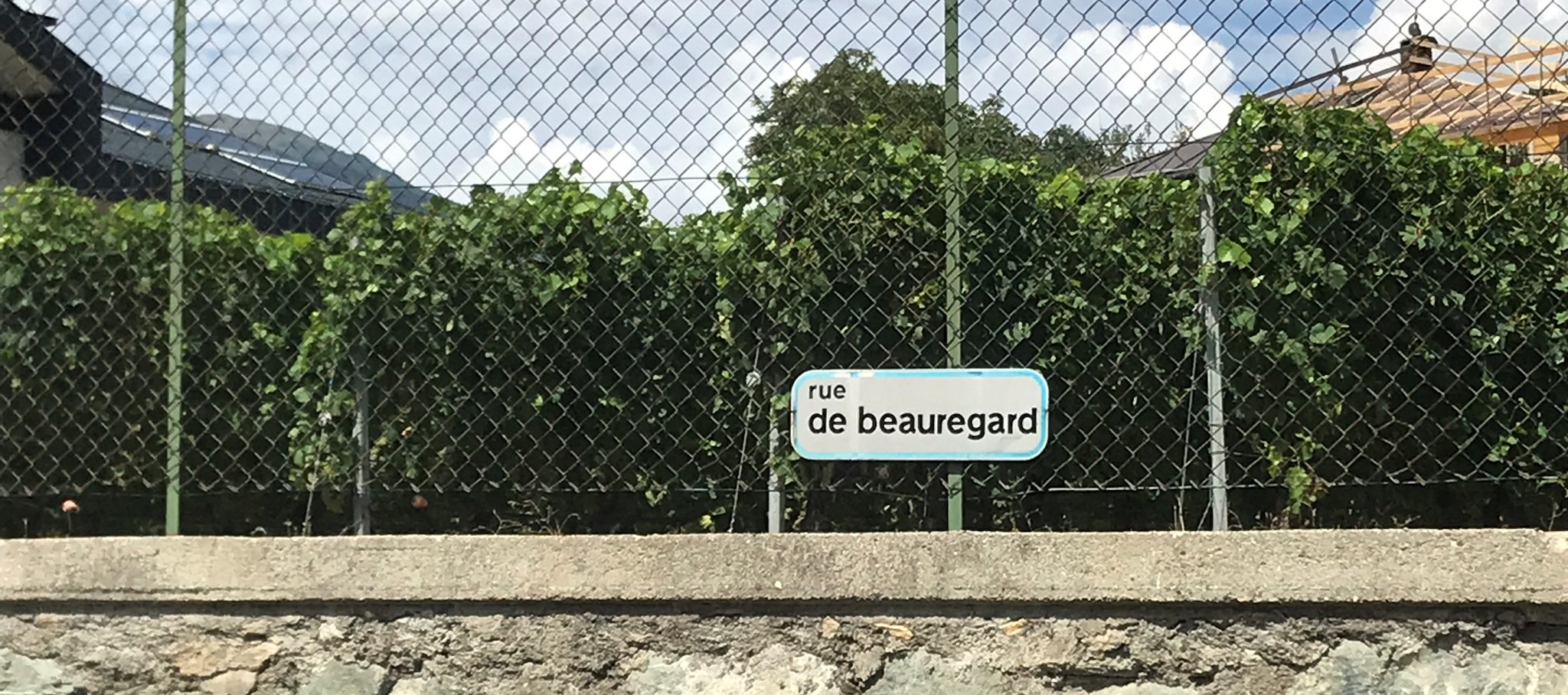

## Monuments et lieux d'intérêt
- Château Jocteau